# Anthoinita
L'anthoinita és un mineral de la classe dels sulfats. Rep el seu nom de Raymond Anthoine (1884-1971), enginyer de mines belga que va escriure sobre la prospecció dels dipòsits al·luvials.

## Característiques
L'anthoinita és un wolframat d'alumini, de fórmula química AlWO₃(OH)₃. Cristal·litza en el sistema triclínic formant cristalls d'uns pocs mil·límetres aplanats en {010}. Acostuma a trobar-se de manera pulverulenta o en masses gredoses. També se'n troba pseudomorfica després de scheelita en cristalls grans. La seva duresa a l'escala de Mohs és 1, sent un mineral molt tou.
Segons la classificació de Nickel-Strunz, l'anthoinita pertany a «07.GB - Molibdats, wolframats i niobats amb anions addicionals i/o H₂O» juntament amb els següents minerals: lindgrenita, szenicsita, cuprotungstita, fil·lotungstita, rankachita, ferrimolibdita, mpororoïta, obradovicita-KCu, mendozavilita-NaFe, paramendozavilita i tancaïta-(Ce).

## Formació i jaciments
Es troba en placers amb cassiterita i wolframita, i en filons de quars amb ferberita, la qual apareix per reemplaçar-la. Sol trobar-se associada a altres minerals com: wolframita, scheelita, quars, ferberita, mpororoïta, raspita, ferritungstita, russellita o cassiterita. Va ser descoberta a la mina Mt Misobo, a Maniema (República Democràtica del Congo). També se n'ha trobat a Kara (Austràlia), Mayo (Canadà), Kivu (República Democràtica del Congo), Wazuka-cho (Japó) i a diverses mines de Ruanda i Uganda.